# Saedinenie (obchtina)
Saedinenie (bulgare : Съединение) est une obchtina de l'oblast de Plovdiv en Bulgarie.